# Квитковое (Запорожская область)
Квитковое (укр. Квіткове) — село,
Просторовский сельский совет,
Черниговский район,
Запорожская область,
Украина.
Код КОАТУУ — 2325586803. Население по переписи 2001 года составляло 173 человека.

## Географическое положение
Село Квитковое находится у истоков реки Юшанлы,
на расстоянии в 3,5 км от села Просторе.

## История
- 1820 год — дата основания как село Паства.
- В 1945 году переименовано в село Квитковое.